# Nyssia difficilis
Nyssia difficilis är en fjärilsart som beskrevs av Harrison. Nyssia difficilis ingår i släktet Nyssia och familjen mätare. Inga underarter finns listade i Catalogue of Life.